# Hide-A-Way Lake, Mississippi
Hide-A-Way Lake, Mississippi (енгл. Hide-A-Way Lake) насељено је место без административног статуса у америчкој савезној држави Мисисипи.

## Демографија
По попису из 2010. године број становника је 1.859.
| Група             | 2000.    | 2010.         |
| Белци             | 0 (0,0%) | 1.750 (94,1%) |
| Афроамериканци    | 0 (0,0%) | 23 (1,2%)     |
| Азијати           | 0 (0,0%) | 3 (0,2%)      |
| Хиспаноамериканци | 0 (0,0%) | 63 (3,4%)     |
| Укупно            | 0        | 1.859         |